# Abies pendula
Abies pendula là một loài thực vật hạt trần trong họ Thông. Loài này được (Aiton) Lindl. & Gordon miêu tả khoa học đầu tiên năm 1850.